# De graa Mænd
De graa Mænd er en amerikansk stumfilm fra 1918 af Frank Lloyd.

## Medvirkende
- William Farnum som Robert Wayne
- Coit Albertson som Herbert Osborne
- Rubye De Remer som Mary Fenton
- Anna Lehr som Edith Osborne
- J. Herbert Frank som Howard Stratton